# Franco Fragueda
Franco Nicolás Fragueda (Rosario, Provincia de Santa Fe, Argentina; 25 de julio de 2000) es un futbolista argentino. Juega como arquero y su actual equipo es 9 de Julio de Rafaela del Torneo Federal A.

## Trayectoria
Llegó a Talleres en 2016 desde Alianza Sport de Rosario, su ciudad natal, y residió desde entonces en el Centro de Formación Talleres. Debutó con la división reserva de Talleres en septiembre de 2018 y se ganó la titularidad cuando Joaquín Blázquez emigró al Valencia de España.
Fue ascendido al primer equipo en 2019 para hacer la pretemporada con el plantel superior. Para el partido de la fecha 20 de la Superliga Argentina ante Estudiantes, fue convocado por primera vez para disputar un partido de Primera División; ante la ausencia de Ezequiel Mastrolía por lesión y Guido Herrera por estar preservado para el partido de Copa Libertadores, fue suplente de Mauricio Caranta.
Sin lugar en el primer equipo, en 2021 pasó a préstamo a Guillermo Brown de Puerto Madryn. Para 2022, regresa a Talleres.
En diciembre de 2022 fue cedido al Club Atlético Racing de la Primera B Nacional, de cara a la temporada 2023.

## Clubes
| Club                    | País      | Año       |
| ----------------------- | --------- | --------- |
| Talleres de Córdoba     | Argentina | 2019-2021 |
| Brown de Puerto Madryn  | Argentina | 2021      |
| Talleres de Córdoba     | Argentina | 2022      |
| Racing de Córdoba       | Argentina | 2023      |
| Colón de Colonia Caroya | Argentina | 2023      |
| 9 de Julio de Rafaela   | Argentina | 2024      |
| Sarmiento de Leones     | Argentina | 2024      |
| 9 de Julio de Rafaela   | Argentina | 2025-Act. |